# عمر كينت ديكس
عمر كينت ديكس (بالإنجليزية: Omar Kent Dykes)‏ هو مغني أمريكي، ولد في 1950 في ماكومب في الولايات المتحدة.

## وصلات خارجية
- عمر كينت ديكس على موقع ميوزك برينز (الإنجليزية)
- عمر كينت ديكس على موقع ديسكوغز (الإنجليزية)